# 盎格魯鱷屬
盎格魯鱷屬（學名：Anglosuchus）是種已滅絕鱷類，屬於中真鱷類的大頭鱷科。盎格魯鱷目前有兩個種，都是由古生物學家理查·歐文（Richard Owen）在1884年命名，當時是狹蜥鱷的兩個種。在1942年，這兩個種被建立為新屬，盎格魯鱷（Anglosuchus）。盎格魯鱷過去被歸類於真蜥鱷科，目前被重新歸類於大頭鱷科。